# ماري فينك
ماري فينك (بالهولندية: Marie Vinck)‏ هي مؤدية وممثلة بلجيكية، ولدت في 3 يناير 1983 في بلجيكا.

## وصلات خارجية
- ماري فينك على موقع IMDb (الإنجليزية)
- ماري فينك على موقع ألو سيني (الفرنسية)
- ماري فينك على موقع ميوزك برينز (الإنجليزية)
- ماري فينك على موقع أول موفي (الإنجليزية)
- ماري فينك على موقع قاعدة بيانات الفيلم (الإنجليزية)
- ماري فينك على موقع كينوبويسك (الروسية)